# Ergeshausen
Ergeshausen ist eine Ortsgemeinde im Rhein-Lahn-Kreis in Rheinland-Pfalz. Sie gehört der Verbandsgemeinde Aar-Einrich an.

## Geographie
Ergeshausen liegt im Naturpark Nassau etwa drei Kilometer westlich von Katzenelnbogen. Südlich der Ortslage fließt der Dörsbach durch das Gemeindegebiet.
Zu Ergeshausen gehören auch die Wohnplätze Brückenmühle, Kesselmühle und Lindenmühle.
Angrenzende Nachbarorte von Ergeshausen sind die Ortsgemeinden Klingelbach im Osten, Oberfischbach im Süden, Niedertiefenbach im Südwesten und Herold im Nordwesten.

## Geschichte
Erstmals genannt wird der Ort im Jahr 1200.
Bis 1775 gehörte der Ort zum Vierherrischen Gericht auf dem Einrich (Hessisches Quartier), kam dann aufgrund einer Teilung unter alleinige Herrschaft von Hessen Kassel und wurde der Niedergrafschaft Katzenelnbogen zugeordnet. Von 1806 bis 1813 stand die Region und damit auch Ergeshausen unter französischer Verwaltung (pays réservé). Im Jahr 1816 kam der Ort in den Besitz des Herzogtums Nassau, das 1866 infolge des sogenannten Deutschen Krieges vom Königreich Preußen annektiert wurde.
Nach dem Ersten Weltkrieg befand sich der Ort während der alliierten Rheinlandbesetzung in einem schmalen Korridor zwischen den rechtsrheinischen Brückenköpfen der Amerikaner um Koblenz und der Franzosen um Mainz. Das Gebiet bestand bis zur militärischen Besetzung durch Frankreich im Jahr 1923 als sogenannter Freistaat Flaschenhals.
Nach dem Zweiten Weltkrieg gehörte Ergeshausen erneut zur französischen Besatzungszone und wurde 1946 Teil des damals neu gebildeten Landes Rheinland-Pfalz. 1972 kam es im Zuge der rheinland-pfälzischen „Funktional- und Gebietsreform“ zur Bildung der Verbandsgemeinde Katzenelnbogen, der die Ortsgemeinde Ergeshausen bis 2019 angehörte und die dann in der Verbandsgemeinde Aar-Einrich aufging.
Bevölkerungsentwicklung
Die Entwicklung der Einwohnerzahl von Ergeshausen, die Werte von 1871 bis 1987 beruhen auf Volkszählungen:
| Jahr | Einwohner |
| ---- | --------- |
| 1815 | 95        |
| 1835 | 78        |
| 1871 | 104       |
| 1905 | 131       |
| 1939 | 143       |
| 1950 | 118       |
| 1961 | 106       |

| Jahr | Einwohner |
| ---- | --------- |
| 1970 | 109       |
| 1987 | 84        |
| 1997 | 123       |
| 2005 | 146       |
| 2011 | 143       |
| 2017 | 143       |
| 2024 | 134       |

## Politik

### Gemeinderat
Der Gemeinderat in Ergeshausen besteht aus sechs Ratsmitgliedern, die bei der Kommunalwahl am 9. Juni 2024 in einer Mehrheitswahl gewählt wurden, und dem ehrenamtlichen Ortsbürgermeister als Vorsitzendem.

### Bürgermeister
Christian Pfeifer wurde am 22. Juli 2024 Ortsbürgermeister von Ergeshausen. Bei der Direktwahl am 9. Juni 2024 war er mit einem Stimmenanteil von 92,9 % ohne Gegenkandidat für fünf Jahre gewählt worden.
Pfeifers Vorgänger Harald Focke war zuletzt bei der Direktwahl am 26. Mai 2019 mit einem Stimmenanteil von 65,93 % wiedergewählt worden und trat bei der Wahl 2024 nicht erneut an.

### Wappen
| Wappen von Ergeshausen | Blasonierung: „Geteilt durch Wellenlinie und oben gespalten; vorne in Gold fächerförmig gestellt ein grünes Eichenblatt und eine grüne Eichel; hinten in Blau drei fächerförmig gestellte goldene Ähren; unten in Grün ein goldenes Mühlrad.“ |
| Wappen von Ergeshausen | Wappenbegründung: Die Wellenlinie steht für den Dörsbach, Eichenblatt und Eichel für den Ergeshäuser Wald, die Ähren für die Äcker des Ortes, das Mühlrad für die drei Mühlen, die es am Bach gab.                                            |

## Kultur und Sehenswürdigkeiten
In der Denkmalliste des Landes Rheinland-Pfalz (Stand: 2025) werden ein Wohnhaus und zwei Hofanlagen aus dem 18. bis Anfang des 20. Jahrhunderts als Kulturdenkmäler ausgewiesen.

## Verkehr
Ergeshausen liegt an der Kreisstraße 40.